# 철원초등학교
철원초등학교는 대한민국 강원특별자치도 철원군에 있는 초등학교다.

## 학교 연혁
- 1899년 공립철원소학교 설립
- 1906년 4월 20일 철원공립보통학교로 개칭
- 1922년 4월 1일 6년제로 개편
- 1938년 4월 1일 철원남공립심상소학교로 개칭
- 1941년 4월 1일 철원남공립국민학교로 개칭
- 1945년 철원국민학교로 개칭
- 1955년 6월 19일 강원도 철원군 철원읍 화지리(현 위치) 천막교실 7동을 설치 및 7학급 편성
- 1996년 3월 1일 철원초등학교로 교명 변경
- 2003년 3월 1일 월하분교장 통폐합